# Еритрулоза
Еритрулоза — вуглевод тетрози з хімічною формулою C4H8O4. Має одну групу кетону, тому є частиною сімейства кетоз. Використовується в деяких косметиках для автозасмаги, як правило, у поєднанні з дигідроксиацетоном (DHA).